# 아베 히로시의 홈페이지
아베 히로시의 홈페이지(일본어: 阿部寛のホームページ)는 일본의 배우 아베 히로시의 공식 홈페이지다. 굉장히 심플한 디자인이기 때문에 가벼우며, 표시속도가 빨라서 인터넷 밈으로도 취급되고 있다.
원래 이 사이트는 아베 히로시의 팬이 팬사이트로서 만들었던 것인데, 이후 소속사에서 공인하여 공식 홈페이지가 되었다. 1990년대 인터넷 여명기의 웹사이트들과 같은 디자인으로, 사이트의 용량 자체가 메우 적고 표시속도가 매우 빠르다. 2016년에는 그동안 이용하던 니프티의 홈페이지 서비스가 종료되어 사이트 자체가 이전되었으나, 기존의 간소한 디자인은 그대로 남았다. 아베의 소속사 시게타 오피스에서는 팬들이 만들어 준 사이트이므로 디자인을 변경할 예정이 없다고 밝혔다. 아베 본인도 홈페이지를 변경할 의향이 없다는 뜻을 밝혔다.
상술한 바 연예인 공식홈페이지 치고는 지나치게 간소하고, 사진도 적기 때문에 사이트 용량이 매우 작다. 그래서 매우 빠른 속도로 접속할 수 있으며, 순식간에 페이지가 다 표시된다. LCP가 불과 0.7초인 것으로 알려져 있다. 그래서 일본의 인터넷 문화에서는 “이 사이트의 표시조차 여의치 않다”는 것으로써 통신회선의 불량을 지표하는 벤치마크로 간주되는 것으로서 밈화되었다.